# Reus Deportiu
Maillots
Actualités
Le Reus Deportiu est un club de sport de la ville de Reus, en Espagne.

## Histoire
Le club a été officiellement fondé le 23 novembre 1909 sous le nom de Club Deportiu.
À l'origine, le club était un club de cyclisme sur piste, mais dès 1912, le club étend ses activités au cyclisme sur piste. En 1917, les clubs Velocipedista Club et Club Sport Reus fusionnent et adopte le nom de Reus Deportiu, qui est encore utilisé jusqu'à présent. Avec la progression du nombre de partenaires uniquement pour le football, les sections de cyclisme, athlétisme et boxe sont abandonnées en 1922. En 1911 a établi son siège social à la Plaça de la Sang, et en 1933 dans le Raval de Santa Anna.
En 1919, un terrain de sport est construit sur la commune d'Aleixar. Un nouveau centre sportif a été inauguré en 1927. En 1936, ce centre a été renommé Casal Reusenc d'Esport i Cultura i els equips Reus Popular (Maison populaire de Reus des sports, de la culture et de l'équipement). En 1939 l'activité du club a été relancée et en 1940 un nouveau siège est reconstruit (l'ancien a été détruit par les bombardements) au Cafè Espanya a la Plaça del Prim.
En 1951, en raison de difficultés économiques subies par le club, le football rejoint dans une nouvelle entité, le Club de Fútbol Reus Deportiu. En 1962 le club inaugure de nouveaux locaux de sports à Reus. Au cours de l'année 1973, le propriétaire d'une usine pharmaceutique de la ville devient président du club, Andrew Olesti. Cependant, le club souffre de la crise de 1975 et engrange les dettes. Il se voit obligé de vendre une partie du terrain de ses installations et de ses locaux.
En 1977, le club ouvre une nouvelle section de football à Solivista. La crise des années 80 prend fin avec la vente de terrains du club. En 1994, par convention, le terrain de football devient municipal. En 1995, le président Pere Vinaixa Ollé démissionne, et Joan Sabater i Escudé, commerçant, ancien joueur de rink hockey et politicien, lui succède.
Actuellement, le  'Reus Deportiu' possède de nombreuses sections. Les principales sont celles de rink hockey, échecs, athlétisme, basket-ball, randonnée pédestre, gymnastique rythmique, patinage artistique sur roulettes, rugby à XV, tennis, tennis de table, spéléologie, montagne, plongée sous-marine et handball.
Ses installations comprennent trois piscines, jacuzzi, sauna, hammam, salle de gymnastique, trois salles polyvalentes, de basket-ball, tennis, futsal indoor, piste de rink hockey, patinage artistique, gymnastique rythmique, judo, Yoga et bien d'autres.

## Présidents
| - Joan Solé Anguera 1909-1913 - Josep Balsells Bofarull 1913-1916 - Pere Barrufet Puig 1916-1917 - Salvador Bonet Marsillach 1917-1918 - Joaquim Gibert Gras 1918-1919 - Joan Martorell Alegret 1919-1920 - Josep Valls Fonts 1920-1922 - Joan Domenech Mas 1922-1924 - Josep Llop Martorell 1926-1928 |  | - Antoni Martí Bages 1929-1933 - Agustí Esteve Fabregat 1933-1934 - Joan Busquets i Crusat 1934-1942 - Josep Castellà Baró 1942-1943 - Antoni Sabater Esteve 1943-1948 - Francesc Llevat Rosell 1948-1952 - Baldomer Pamies Jové 1953-1957 - Antoni Sabater Roca 1957-1959 - Josep Maria Massó Coll 1959-1966 |  | - Francesc Llevat Rosell 1966-1970 - Joan Domenech Mas 1970-1971 - Valero Camps Simó 1971-1973 - Andreu Olesti Cabrito 1973-1977 - Joan Basora Musté 1977-1986 - Pere Vinaixa Ollé 1987-1995 - Joan Sabater i Escudé 1995-2011 - Mònica Balsells i Pere 2011- |

## Palmarès

### Rink hockey
- 2 Championnats d'Espagne (1947 i 1952)
- 1 Championnats de Catalogne (1967)
- 3 Ligues Nationales (1965-66, 1966-67, 1968-69)
- 5 OK Liga (1969-70, 1970-71, 1971-72, 1972-73, 2010-11)
- 6 Coupes d'Espagne (1966, 1970, 1971, 1973, 1983, 2006)
- 2 Supercoupes d'Espagne (1983-84, 2005-06)
- 8 Coupes des Champions (1967, 1968, 1969, 1970, 1971, 1972, 2009, 2017)
- 1 Coupe des vainqueurs de coupe (1984)
- 2 Coupes CERS (2003, 2004)
- 1 Coupe Continentale (2009)
- 1 Mondial des clubs (2008)
- 1 Coupe Intercontinentale (2010)
- 1 Petita Copa del Món de Clubs (1969)

### Tennis
- 7 Championnats des clubs catalans de tennis: 1967, 1968, 1969, 1972, 1973, 1974, 1975